# Fahnen der Linien-Infanterie-Regimenter der Preußischen Armee

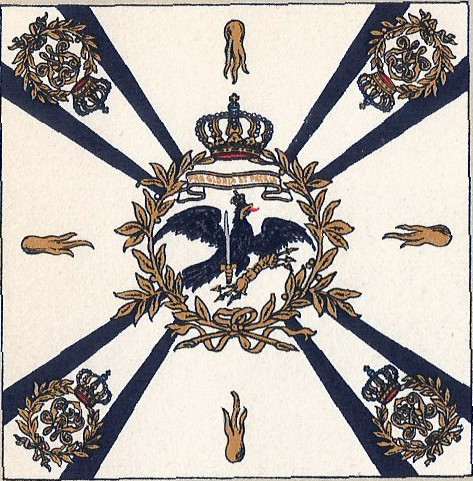
Muster I., II., IX. und X. Armee-Korps

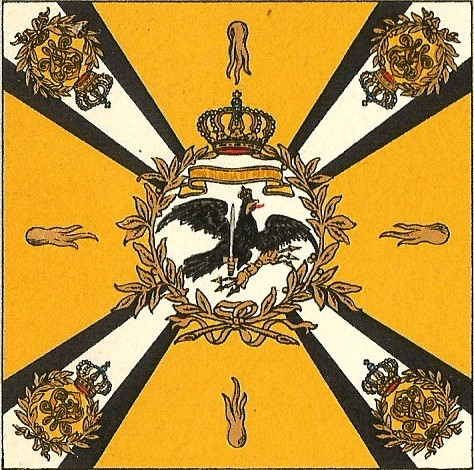
Muster V., VI., XVI. und XVII. Armee-Korps

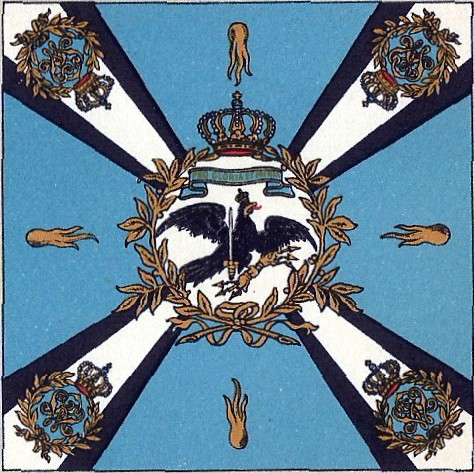
Muster VII., VIII., XVIII. und XX. Armee-Korps

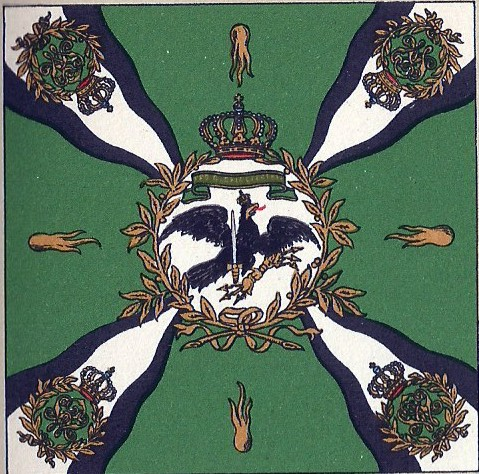
Muster XXI. Armee-Korps

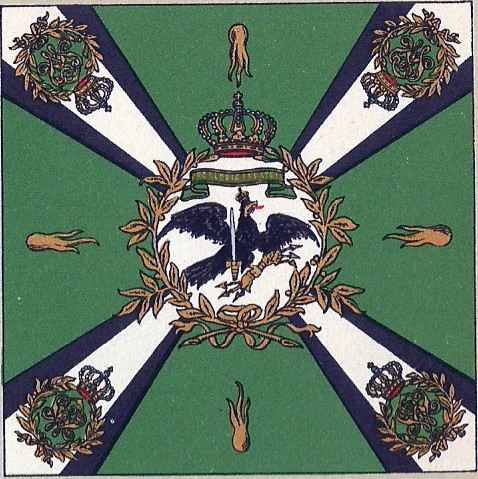
Muster (Jäger)

Das Mittelfeld der Fahnen der Linien-Infanterie-Regimenter der Preußischen Armee war von silbernen Lorbeerzweigen umwunden, an deren oberen Ende sich die Königskrone mit dem darunterliegenden silbernen Spruchband, „Pro Gloria et Patria“, befand. Das Mittelfeld selbst zierte der alte friderizianische bewehrte schwarze Adler. In den vier Ecken standen, in Gold oder Silber ausgeführt, die mit Palmenzweigen umwundenen, ebenfalls gekrönten Namenszüge, der zum Zeitpunkt der Verleihung regierenden Könige. Zwischen den Eckmedaillons waren vier Seitenflammen. Diese befanden sich erstmals auf den 1808 verliehenen Fahnen.

## Achselklappen
Für die große Menge an Linien-Infanterie-Regimentern wurde von Kaiser Wilhelm II. durch Verfügung vom 18. Dezember 1890 bestimmt, dass die Farbe der Fahnentücher sich nach derjenigen der Achselklappen zu richten habe. Das galt nicht für Garde-, Grenadier- oder Königs-Infanterie-Regimenter. Hierdurch wurde innerhalb des Korps eine Gleichförmigkeit erzielt. Abweichend von diesen wurde für die Jäger-Bataillone, leichte Infanterie, die grüne Farbe für die Fahnen nach dem Linienmuster bestimmt.
- I., II., IX. und X. Korps trugen weiße Achselklappen
- III., IV., XI. und XV. Korps trugen rote Achselklappen
- V., VI., XVI. und XVII. Korps trugen gelbe Achselklappen
- VII., VIII., XVIII. und XX. Korps trugen blaue Achselklappen
- XXI. Korps trug grüne Achselklappen

Das neue im Oktober 1912 errichtete XXI. Korps sollte grüne Achselklappen tragen. Da bereits die Fahnen der Jäger grün waren, musste man die Fahnen, die neu an die Truppenteile dieses Korps verliehen werden sollten, etwas anders gestalten. Sie erhielten deshalb nicht Fahnentücher mit geradlinigen Keilen, sondern solche mit einer leicht gewellten Form. Diese neuartigen Fahnen gelangten jedoch nur noch in zwei Fällen – die III. Bataillone des Infanterie-Regiments „Hessen-Homburg“ Nr. 166 und des 10. Lothringischen Infanterie-Regiments Nr. 174 – zur Verleihung.

## Gestaltung der Fahnen
Des Weiteren wurden grundlegende Anordnungen über die zukünftige Gestaltung der Fahnen- und Standartentücher erlassen. Die Fahnen wurden danach in Gold oder Silber, je nach Knopffarbe des Truppenteils, bestickt, weil die bis dahin bemalten Tücher nur eine geringe Haltbarkeit gehabt hatten. Gleichfalls wurde angeordnet, dass die Fahnen in ihren Abmessungen um 16 cm, in ihrer Fläche also auf 126 cm², verringert werden sollten. Der im Mittelfeld befindliche „preußische Kriegsadler“ behielt dabei seine friderizianische Gestalt. Die Krone, der Schwertknauf und das Blitzbündel des Adlers waren stets in Gold zu halten.
In der Folgezeit wurden vier Arten von Fahnen unterschieden:
1. Gardefahnen
2. Garde-Grenadierfahnen
3. Fahnen für die Grenadier-Regimenter
4. Fahnen für die neuen Linien-Regimenter

Das Mittelfeld, die vier Eckmedaillons (sie waren von der Knopffarbe durchwirkt) und das Spruchband hatten die Farbe der Achselklappen. Die vier Keile waren weiß mit schwarzen Rändern.
Anlässlich der Jahrhundertfeier erließ der Kaiser den Befehl, die Tücher derjenigen Fahnen und Standarten, die ruhmreich im Feld gestanden hatten, zu erneuern. Innerhalb der nächsten sieben Jahre wurden die neuen Feldzeichen in der Ruhmeshalle des Berliner Zeughauses feierlich geweiht. Danach fanden die Erneuerungen meist am Standort des Generalkommandos der am Kaisermanöver teilnehmenden Truppen statt. Sie wurden dann anlässlich der Kaiserparade, die den Kaisermanövern vorausging, den Truppen feierlich übergeben.

## Fahnenschmuck
Die Fahnenstangen waren schwarz und maßen einschließlich Spitze etwa drei Meter. In der Spitze befand sich der Namenszug des zur Zeit der Verleihung regierenden Königs. Da die Fahne ein Symbol darstellte, wurden auch ihr, wie dem Offizier und Mann an der Front, Auszeichnungen und Orden verliehen.
So wurden auf Befehl Friedrich Wilhelm III. nach den Befreiungskriegen diejenigen Fahnen, die an der Front gestanden hatten, mit einem Eisernen Kreuz ausgezeichnet. An die Stelle des Namenszuges trat die von zwei Lorbeerzweigen umgebene erwähnte Auszeichnung in einer schlank gehaltenen Spitze. Die Füsilier-Bataillone, die ohne Fahne ausgerückt waren, erhielten diese Auszeichnung nicht.
Nach dem Kriege von 1870/71 wurde anlässlich des Einzuges der siegreichen Truppen am 16. Juni 1871 in Berlin angeordnet, dass die Fahnen der am Kriege teilgenommen habenden Truppenteile, sofern sie noch kein 1813er Kreuz hatten, eines bekamen. Dieses war jedoch nicht von Lorbeerzweigen umgeben, sondern, in einer breiteren Spitze stehend, von einem Lorbeerkranz. Am 11. April 1872 wurde diese Auszeichnung auch jenen Truppen verliehen, die bestimmungsgemäß ihre Fahnen beim Ausmarsch zurückgelassen hatten. Die einzige Fahne, die diese Auszeichnung nicht erhielt, war die des II. Bataillons des 8. Pommerschen Infanterie-Regiments Nr. 61, weil sie in der Schlacht an der Lisaine vor Dijon vom Feind erobert worden war.
Zu jeder Fahne gehörte ferner ein 3,7 cm breites Band, welches Banderole genannt wurde. Es trug die schwarz-weißen Landesfarben und lief in zwei gleichfarbige Quasten aus. Es wurde an der Fahne befestigt, indem man es um die Spitze schlang. Erhielt das Feldzeichen ein Kriegsband, ersetzte dies die Banderole. Es wurden folgende Fahnenbänder verliehen:
- Band der Kriegsdenkmünze für 1813/15
- Band der Hohenzollern Denkmünze für Kämpfer 1848–1849, gestiftet 1861
- Band der Kriegsdenkmünze von 1864
- Band des Düppeler Sturmkreuzes
- Band des Erinnerungskreuzes von 1866
- Band des Eisernen Kreuzes
- Band der Kriegsdenkmünze 1870/71 für die Fahnen die das „Eiserne Kreuz“ nicht bekommen hatten.

Außer mit Bändern waren die preußischen Feldzeichen auch mit Ringen, Erkennungs- oder Gedenkringen, verziert.
Die Erkennungsringe gaben den Besitzer des betreffenden Truppenteils mit schwarzen Buchstaben auf messingnen Ringen an, also z. B. II IR 162 = II. Bataillon Infanterie-Regiment 162. Sie wurden 1837 eingeführt, weil die Fahnen wegen ihres gleichen Aussehens der Tücher nur schwer zu unterscheiden gewesen waren. Unter König Wilhelm wurde außerdem neben der Regiments- auch die Bataillonsbezeichnung hinzugefügt.
Die angeführte Fahne, damals noch die des Füsilier-Bataillons der 2. Hanseatischen Infanterie-Regiments Nr. 76 (III./76), wurde beispielsweise in den Gefechten von Loigny beschädigt. Als sie zusammen mit den anderen im Feld gewesenen Fahnen am 23. Mai 1872 dem Kaiser in Berlin vorgestellt wurde, verfügte dieser, dass sie neben dem Eisernen Kreuz einen silbernen Gedenkring mit der Gravierung „Loigny (Orleans) 2. Dezember 1870“ erhalte.
Durch A.K.O. vom 14. Dezember 1899 wurde an den schwarz-silbernen Bändern der Banderole möglichst nahe der Quasten das Anbringen einer Spange befohlen. Diese bestand aus vergoldeten Metallplatten und sollte ein sichtbares Zeichen für die Einheit des Reiches sein. Auf der Vorderseite trug sie den gekrönten Namenszug (WR) und auf der Rückseite den Stiftungstag des Truppenteils und das Datum 1. Januar 1900.